# Croton sibundoyensis
Croton sibundoyensis är en törelväxtart som beskrevs av Léon Camille Marius Croizat. Croton sibundoyensis ingår i släktet Croton och familjen törelväxter. Inga underarter finns listade i Catalogue of Life.